# خط پورت جرویس
خط پورت جرویس (انگلیسی: Port Jervis Line) یکی از خط‌های مترو-راه‌آهن شمال در آمریکا است.
این خط دارای ۲۶ ایستگاه و ۱۴۰٫۸ کیلومتر طول است و در ایالت‌های نیویورک و نیوجرسی ایستگاه دارد.

## نگارخانه

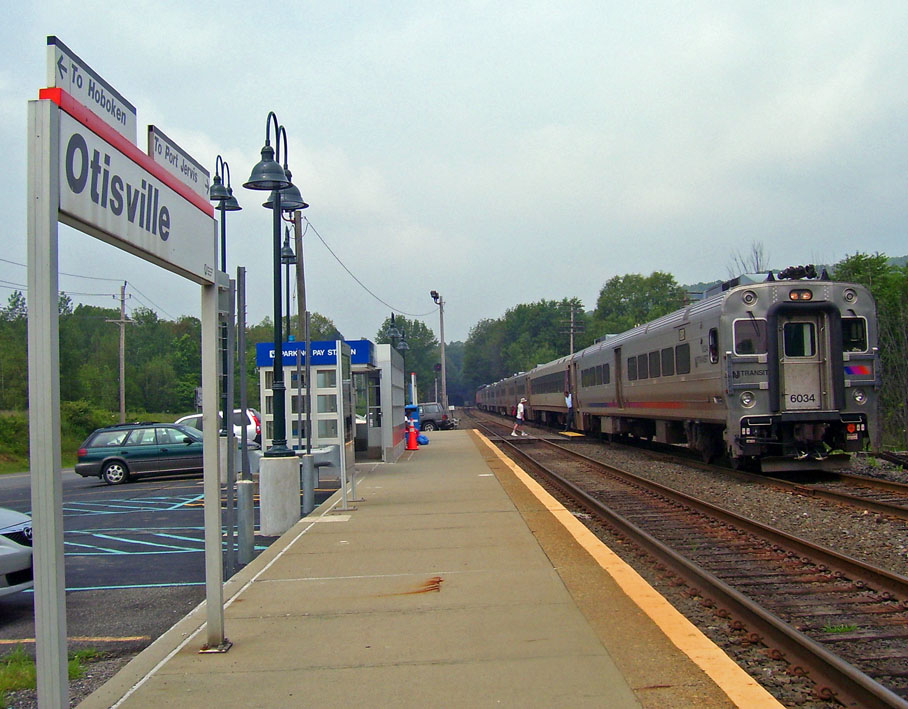
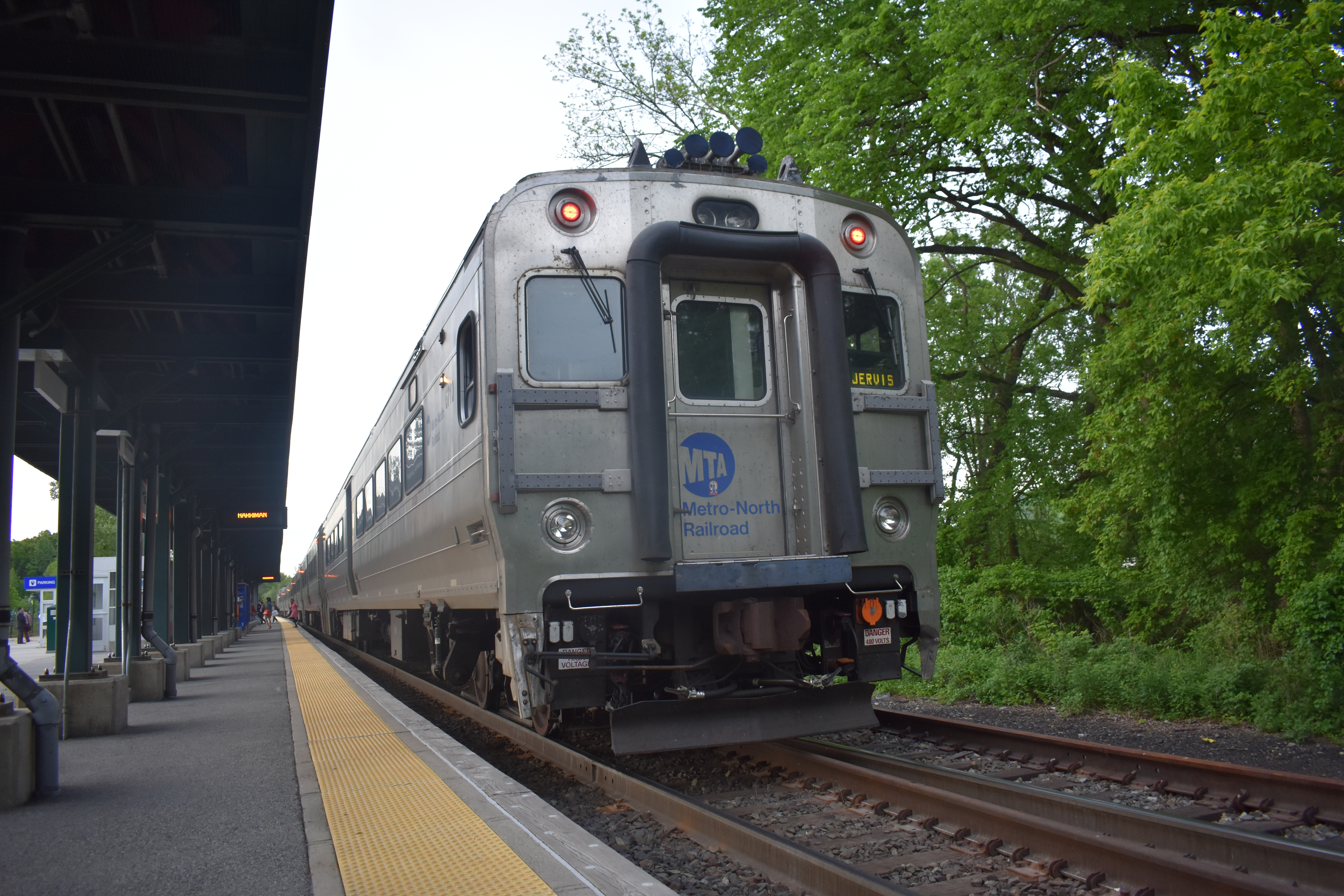
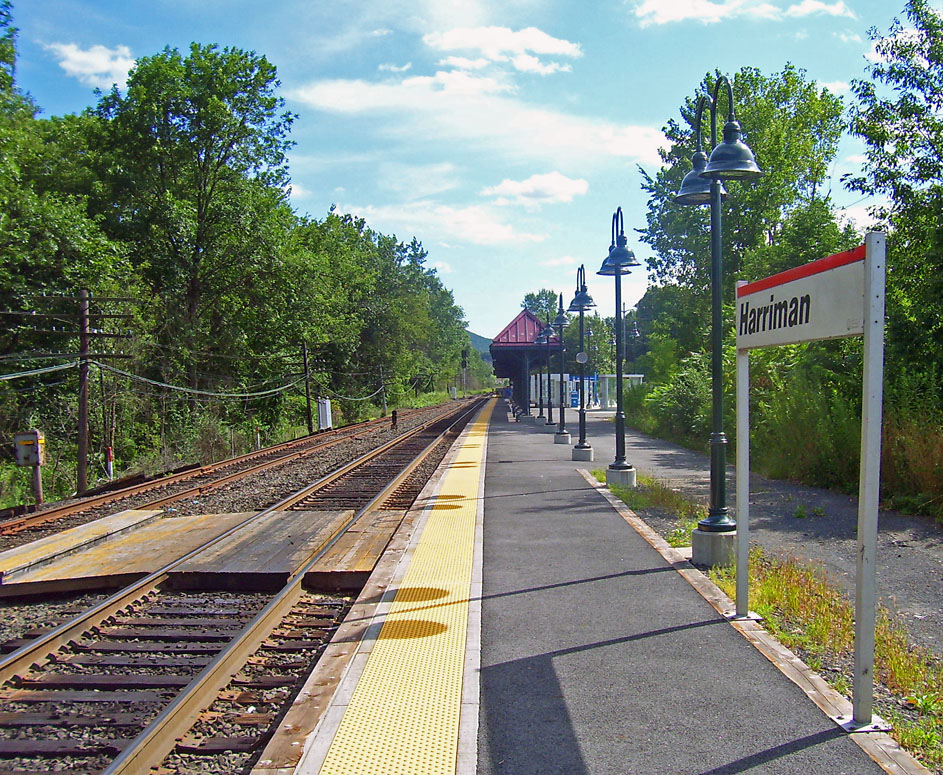
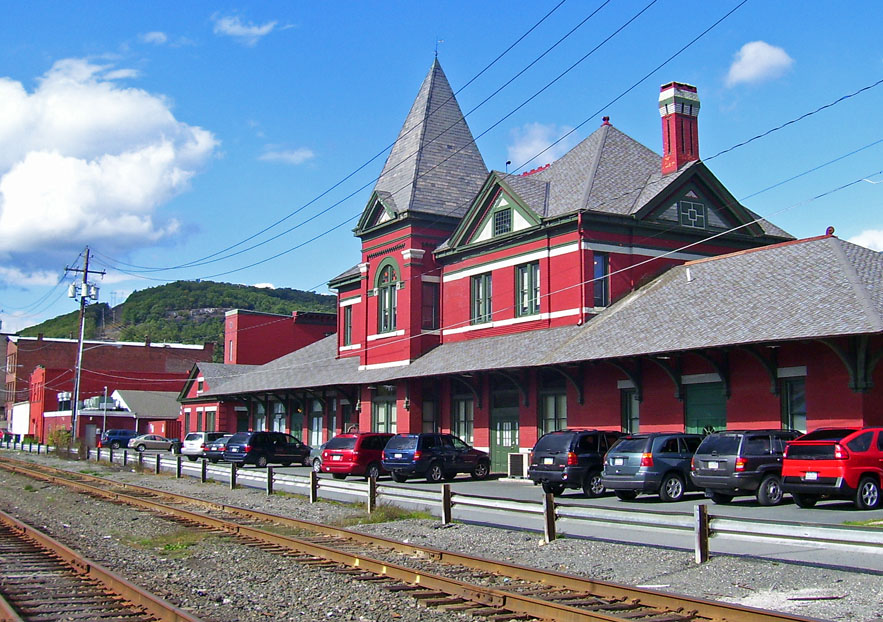